# Александровська Марія Моїсеївна
Александровська Марія Моїсеївна (1905—1992) — доктор медичних наук, нейроморфолог

## Біографія
М. М. Александровська народилася у 1905 році.
Навчалася в Київському медичному інституті, який закінчила 1928 року. Потім була в аспірантурі в доцента Леоніда Йосиповича Смірнова. У 1941 році захистила докторську дисертацію на тему «Значение невроглии в патологических процессах при различных психозах». Працювала в лабораторії патоморфології мозку в Центральному інституті психіатрії МОЗ РРФСР разом з Павлом Євгеновичем Снесарьовим.
Завідувачка кабінету морфології мозку з 1951, надалі лабораторії функціональної нейроморфології (1962—1974) Інституту вищої нервової діяльності й нейрофізіології АН СРСР.
Розробила метод забарвлення препаратів мозку для виявлення мікроглії, названий у СРСР методом Миягави-Александровської. Описала в 1961 році реактивний гліоз чи гліальний чохлик навколо зануреного в мозок кінчика електрода.
Померла у 1992 році.

## Праці
- Александровская, М. М. Метод окраски на микроглию. Арх. патол. анатомии, т. II, в. IV, 1936
- Александровская, М. М. (1950) Неврология при различных психозах(рос.)
- Александровская, М. М. (1955). Сосудистые изменения в мозгу при различных патологических состояниях: Морфологические исследования. Медгиз.
- Александровская, М. М., Бразовская, Ф. А., & Гейнисман, Ю. А. (1968). Морфологическая перестройка нейроглии в условиях усиленного функционирования нервных центров. Докл. АН СССР, Т. 180, вип. 3, с. 719.

## Нагороди
- Орден Трудового Червоного Прапора
- 2 медалі
- Значок «Відміннику охорони здоров'я».